# Estampado (DVD)
Estampado é o primeiro DVD da cantora e compositora brasileira Ana Carolina, lançado em 2003. Vendeu mais de 50 mil cópias no Brasil sendo certificado disco de Platina.
O DVD passa pelas faixas do álbum de mesmo nome, algumas executadas na íntegra, outras somente alguns trechos. Nessas faixas aparecem participando, João Bosco, Chico César, Maria Bethânia, Seu Jorge, Liminha e Antonio Villeroy. Intercaladas com essas faixas, são mostradas cenas das gravações e depoimentos diversos da cantora sobre seu trabalho, sua carreira, etc... Também são mostrados depoimentos do pessoal que trabalhou no disco e no final aparece Chico Buarque, que troca várias ideias com a cantora. 
O DVD também traz como extras: O Largo e o Show, com 7 músicas gravadas em um pequeno show aberto no Largo da Carioca, Rio de Janeiro; Voz e Violão, com 6 músicas gravadas pela cantora apenas com o violão, com exceção da última, onde toca o pandeiro; e O Armazém da Ana, dividido em quatro partes: um momento descontraído de Ana com Chico Buarque, uma segunda parte onde Ana e Elisa Lucinda leem um texto sobre um taxista, a composição de "Perdi, Mas Não Esculacha" e uma jam session com sua banda.
No ano seguinte, foi lançado o DVD Estampado - Um Instante Que Não Pára, seu primeiro DVD inteiramente focado em um show, registrado em agosto de 2004 no Claro Hall, Rio de Janeiro, para um público de 9 mil pessoas.

## Extras do DVD

### O Largo e o Show
1. Vestido Estampado
2. Ela é Bamba
3. Confesso
4. Garganta
5. Quem de Nós Dois
6. Encostar na Tua
7. Elevador

### Voz e Violão
1. Gente Humilde
2. Oração de São Francisco de Assis
3. Hoje Eu Tô Sozinha
4. Me Deixa Em Paz
5. O Rio
6. Implicante

### O Armazém de Ana
1. História de Par e Impar (com Chico Buarque)
2. Taxista (com Elisa Lucinda)
3. Perdi, Mas Não Esculacha
4. Jam